# Rygge
Gmina Rygge (norw. Rygge kommune) – dawna norweska gmina w regionie Østfold. Jej siedzibą było miasto Dilling. 1 stycznia 2020 Rygge zostało połączone z gminą Moss.
Rygge było 402. norweską gminą pod względem powierzchni.

## Demografia
Według danych z roku 2005 gminę zamieszkiwało 13 712 osób. Gęstość zaludnienia wynosiła 185,77 os./km². Pod względem zaludnienia Rygge zajmowało 76. miejsce wśród norweskich gmin.
| ludność stan na 1 stycznia 2005 |         |           |        |
|                                 | kobiety | mężczyźni | razem  |
| osób                            | 6757    | 6955      | 13 712 |
| %                               | 49,28%  | 50,72%    | 100%   |

| wykształcenie stan na 1 października 2004 |        |         |        |        |
|                                           | podst. | średnie | wyższe | niezn. |
| osób                                      | 2172   | 6165    | 2206   | 199    |
| %                                         | 20,22% | 57,39%  | 20,54% | 1,85%  |

## Edukacja
Według danych z 1 października 2004:
- liczba szkół podstawowych (norw. grunnskolar): 9
- liczba uczniów szkół podst.: 1992

## Władze gminy
Według danych na rok 2011 administratorem gminy (norw. rådmann) był Ivar Nævra, natomiast burmistrzem (norw. ordfører, d. borgermester) był Inger-Lise Skartlien.